# Carlo Trinco
Carlo Trinco, né le 8 mars 1958 à Vallorbe, est un dessinateur suisse de bande dessinée.

## Biographie
Carlo Trinco est né le 8 mars 1958 à Vallorbe, dans le canton de Vaud, en Suisse. Son père est forgeron. Il étudie à l'école de Vallorbe dans la voie secondaire à option. Il étudie ensuite le graphisme aux arts décoratifs à Genève. Après avoir travaillé deux ans dans une agence de publicité, il s'installe dans son village natal comme indépendant.
En 1978, il édite sa première bande dessinée intitulée L'Accident. Durant la première moitié des années 1980, il réalise plusieurs bandes dessinées sur mandat d'associations professionnelles. Il participe à la série Les aventures de Guillaume Tell avec René Wuillemin au cours des années 1980. En 1986, il conçoit et réalise pendant plusieurs années le lapin Nesquik pour Nestlé et en 1991, il réalise la bande dessinée Eden'Weiss à l'occasion du 700e anniversaire de la Confédération. Il  réalise également en collaboration avec Claude Gaille, les strips Wolfgang, qui ont paru dans le quotidien Le Matin, entre autres.
Ses travaux s'orientent ensuite dans le domaine de l'illustration pour des publications  éducatives ,, et/ou promotionnelles.
Son associé est le dessinateur Pierpaolo Pugnale plus connu sous le nom de Pecub.

## Publications
- L'Accident, Carlo Trinco, 1978[4]
- Swiss idées, Carlo Trinco, Ed. Fleuve Noir 1986[12],[13]
- Qu'ils naissent book, Carlo Trinco, Ed. Fleuve Noir 1987[12],[13]
- Eden'weiss, Vermot/Carlo Trinco, Ed. Georges Naef 1991[12],[13]

Les Aventures de Guillaume Tell
- On a volé le pacte, les Aventures de Guillaume Tell T1, René Wuillemin/ Carlo Trinco, Editions 3 pommes 1984 [12],[13]
- Le mercenaire-conseil du Roy, Les aventures de Guillaume Tell T2, Editions 3 Pommes 1984[12],[13]

Wolfgang
- Reality Chaud, Claude Gaille/Carlo Trinco, Ed. Le Matin 1994[12],[13]
- Lupus Erectus, Claude Gaille/Carlo Trinco, Ed Glénat 1996[12],[13]

Atoupri contre Lavibel
- Des Sportifs très "à droits", Carlo Trinco, Arte Libera 2002[12],[13]

- Le roi Boudin - Au pays des Fruits & Légumes Attack, Ed Editions OCVCM 2007[12],[13]